# Djuice
djuice  (скорочено від англ. digital juice — цифровий сік) — міжнародний віртуальний оператор та молодіжно-орієнтований бренд мобільного зв'язку. Розроблений норвезькою телекомунікаційною компанією Telenor у 2000 році. В Україні припинив функціонування 1 жовтня 2013 року.

## Історія
djuice з'явився в Норвегії та Угорщині у 2003 році, Бангладеш у 2005, Пакистані та Швеції у 2006, у 2008 в Чорногорії. Деякий час також функціонував у Малайзії, Новій Зеландії та Таїланді. В Україні оператор з'являється у 2004 році, однак припиняє своє існування в кінці 2013-го.
У 2004 році паралельно з інформуванням про запуск молодіжного оператора починається активна співпраця djuice з музичними каналами. 1 серпня 2011 року за даними оператора, djuice налічував 6,68 млн активних абонентів.

## djuice в Україні

### Діджус го: ол
З 2006 року компанія «Київстар» проводила щорічні змагання з міні-футболу серед школярів 7, 8 та 9 класів. Першими переможцями стала команда зі Львова «Сихівська гімназія». Рекорд змагання належить львів'янину Перетятку Юрію, учню СЗШ 91, який за 1 хвилину спромігся набити м'ячем 175 разів.

### Тарифи та послуги
Тарифні плани (станом на 2011 рік):
- «Прорив»: дзвінки на всі номери по Україні по 0 копійок за хвилину без плати за з'єднання.
- «Бомба»: дзвінки на номери всіх операторів у межах України лише по 10 копійок за хвилину без плати за з'єднання. Тарифний план «Бомба» має необмежений термін дії.
- «djuice БЕЗЛІМ + музика»: відсутність обмеження безкоштовних хвилин, відсутність плати за з'єднання при здійсненні дзвінків абонентам djuice, 75 Мб мобільного GPRS-Інтернету.

Тарифні плани (станом на 2013 рік):
- «Діджус Стайл. Мій регіон» — нуль на номери Київстар, djuice, Beeline, щоденна абонплата 0,35 грн.
- «Діджус велика мережа» — щоденна абонплата 1,10 грн.
- «Легкий» — без абонплати

djuice пропонував своїм абонентам ряд послуг, такі як: «День спілкування», «Ді-Джингл», роумінг, музична підписка, «го: ол» тощо.

### Музика
djuice підтримував молодих виконавців і легальну цифрову музику. Для просування молодих гуртів, спілкування та безкоштовної музики було створено сайт dmd.djuice.ua.
У 2010 році Святослав Вакарчук рецензував виконавців, які його зацікавили, в рамках проєкту Ocean Music Digital. Спільно з Вакарчуком 2010 року було проведено чат з О. Е. на сайті оператора. Там же викладено відеовідповіді на питання від користувачів, інтерв'ю з ITOP.
Також було проведено конкурс молодих діджеїв «djuice MIX», LiveCam, «djuice Квартирник», ефір Late Nite Show, конкурс «Музична автобіографія». На каналі M1 з'явився проєкт за участі молодих виконавців «Свіжа кров від djuice».

## Заходи та події
2005
- серпень — 80 переможців SMS-розіграшу в рамках «djuice-EXPRESS» відвідали Sziget–2005 — один із найвідоміших музичних європейських фестивалів.
- У Києві відбулося шоу «djuice. У жовтні нас 4.000.000» за участі колективу Planet Funk.

2006
- грудень — в регіональних вишах країни відбулися «відкриті уроки» з гуртами Esthetic Education, Бумбокс та DJ Tapolsky. Артисти поділилися зі студентами досвідом, розповіли про особливості шоу-бізнесу.

2007
- За підтримки djuice група Esthetic Education випустила альбом «Werewolf»

2009
- липень — конкурс «djuice MUSIC DRIVE 2009 Дебют». Музиканти-учасники мали шанс потрапити на прослуховування до авторитетного журі і вирушити в концертний тур Україною, а також виграти контракт з Sony Music Entertainment.
- листопад — оновлено портал dmd.djuice.ua, спроба перетворити його у соціальну мережу для музикантів

2010
- травень — в столичному «XLIБ Club» проведено вечірку djuice Fan Club, де виступав переможець конкурсу «Фан клуб» — DJ Y.TeR.
- літо — конкурс для молодих українських діджеїв «djuice MIX». Переможець отримав ротацію свого реміксу в ефірі радіостанції DJFM 96.8 та можливість відіграти сет на вечірці djuice MIX у клубі «Saxon».
- травень — початок всеукраїнського проєкту для молодих українських музикантів «Свіжа кров від djuice» на каналі М1. Переможець проєкту, гурт Funk'U, отримав контракт з М1.
- 29 листопада — відбувся «djuice Квартирник», на якому зібралися молоді музиканти з порталу оператора, Святослав Вакарчук, а також блогери і журналісти

2011
- березень — завершився конкурс «Музична автобіографія» для музикантів порталу
- квітень — початок конкурсу «Заграй на Львівському Alfa Jazz Fest!». Серед 50 учасників журі на чолі з Олексієм Коганом обрало чотирьох переможців, які виступили на великій сцені в рамках Міжнародного фестивалю Alfa Jazz Fest у Львові 3 та 4 червня.
- літо —на фестивалі Казантип оператор проводив рекламну кампанію з лозунгом «Оператор щастя республіки Казантип». Переможці конкурсу з порталу оператора 26 і 28 липня виступали на музичній вечірці DJUICE на Z-Games
- загальна кількість учасників форумів на сайті перевищила 700 тисяч.

2013
- жовтень — Київстар повідомив про припинення діяльності Djuice в Україні.

## Гранти
У вересні 2010 року стартував соціальний студентський конкурс «djuice Гранти».
Мета — популяризація сучасної молодої української музики. Конкурс тривав протягом вересня-грудня і складався з 5 етапів. У ньому взяли участь студенти майже усіх вищих навчальних закладів України.
У рамках реалізації проєктів було профінансовано 5 фестивалів, 2 концерти, створення 3 студентських студій звукозапису та продюсерського центру, запуск студентської радіостанції і зйомки документального фільму про становлення української музики. Загальний грантовий фонд проєкту склав 700 тис. грн.
Оргкомітет отримав заявки від 150 учасників з усієї України. До складу журі конкурсу входили представники уряду, міжнародних організацій, музиканти й медіаексперти. Журі оцінювало проєкти учасників за критеріями: ефективність, реалістичність, можливість контролю, стійкість і життєздатність, а також націленість на реальні позитивні зміни в заявлені терміни.

## Припинення діяльності
З 1 жовтня 2013 року в Україні припинився випуск тарифних планів Djuice з метою завершення процесу об'єднання внутрішніх брендів всередині Київстар.

## Рекламна кампанія
У рекламних кампаніях djuice використовав яскраві образи: оленів, що співають, гігантських голубів, «95 квартал», музичних виконавців: дуету «Потап та Настя Каменських», гурту «Друга Ріка».